# London Evening Standard
London Evening Standard – londyński darmowy tabloid, ukazujący się po południu od poniedziałku do piątku.

## Historia

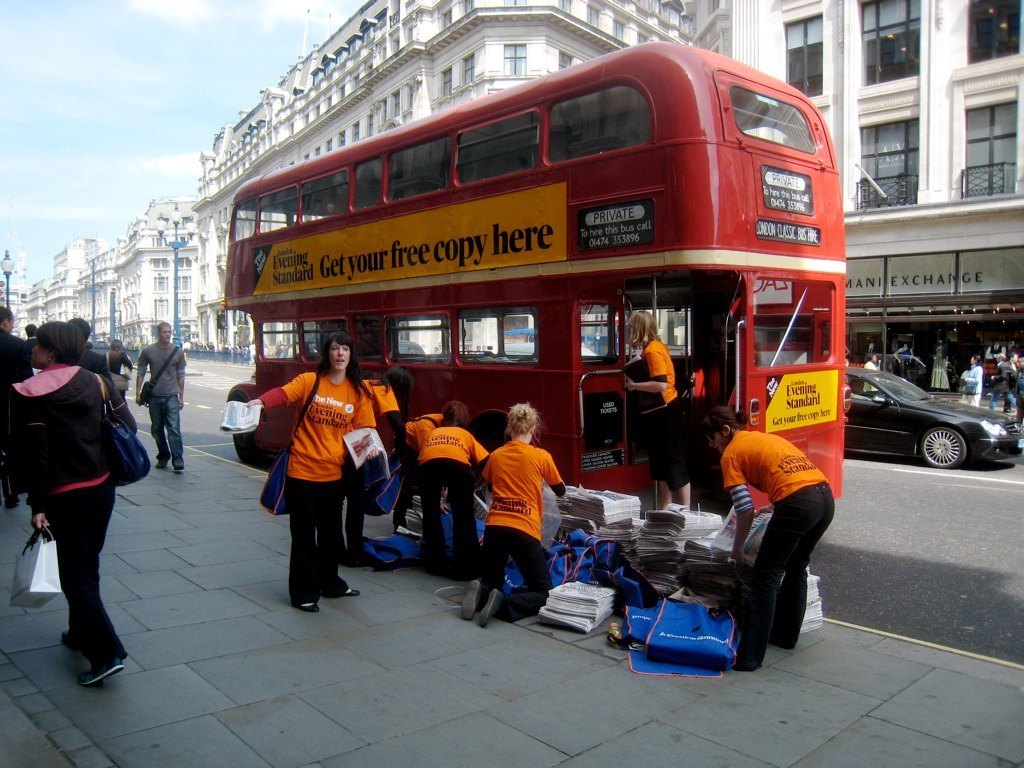
Po przejściu na model bezpłatny, rozdawana za darmo na ulicy Londynu

Pierwsze wydanie gazety, zatytułowanej początkowo The Standard, miało miejsce 21 maja 1827. Od 11 czerwca 1859 dziennik ukazuje się w godzinach popołudniowych. Rok później nazwa gazety zmieniona została na Evening Standard. Czasopismo kosztowało wówczas 1 pensa (cena ta utrzymywała się do 1951 roku).
Gazeta na przestrzeni lat wielokrotnie zmieniała właściciela, w 1986 stała się własnością Associated Newspapers, wydającego także m.in. Daily Mail i The Mail on Sunday. Gazeta była wówczas przez krótki czas wydawana pod nazwą London Standard, następnie London Evening Standard, po czym powrócono do nazwy Evening Standard. 27 lutego 2009 większościowe udziały w dzienniku nabył Aleksandr Lebiediew oraz jego syn Jewgienij, którzy powołali spółkę Evening Standard Ltd., odpowiedzialną za wydawanie gazety do dziś. W maju 2009 nazwa czasopisma została zmieniona na London Evening Standard. Od 12 października 2009 dziennik jest bezpłatny (uprzednio kosztował 50p).

## Nagroda i sukces przejścia na model bezpłatny
Gazeta jest przykładem sukcesu przejścia klasycznej, papierowej gazety płatnej na model dystrybucji bezpłatnej. Uzyskała nagrodę "Media Brand of the Year", pokonując między innymi Spotify czy Youtube. Według przyznających zaskoczyła cały rynek, nie tylko poprzez zostanie bezpłatnym ale zachowanie tej samej jakości edytorskiej, znaczącego zwiększenia nakładu i pozytywnej odpowiedzi reklamodawców.

## Tematyka i nakład
W London Evening Standard pojawiają się wiadomości lokalne, krajowe oraz z zagranicy. W dzienniku znajdują się stałe rubryki poświęcone biznesowi, sztuce i sportowi. Rubryki poświęcone innym tematom pojawiają się co tydzień w określonych dniach tygodnia. W piątki z gazetą rozprowadzany jest magazyn ES Magazine.
Nakład London Evening Standard przekracza 600 000 egzemplarzy. W 2009 roku, zanim gazeta stała się darmowa, wynosił on około 250 000.

## Przypisy

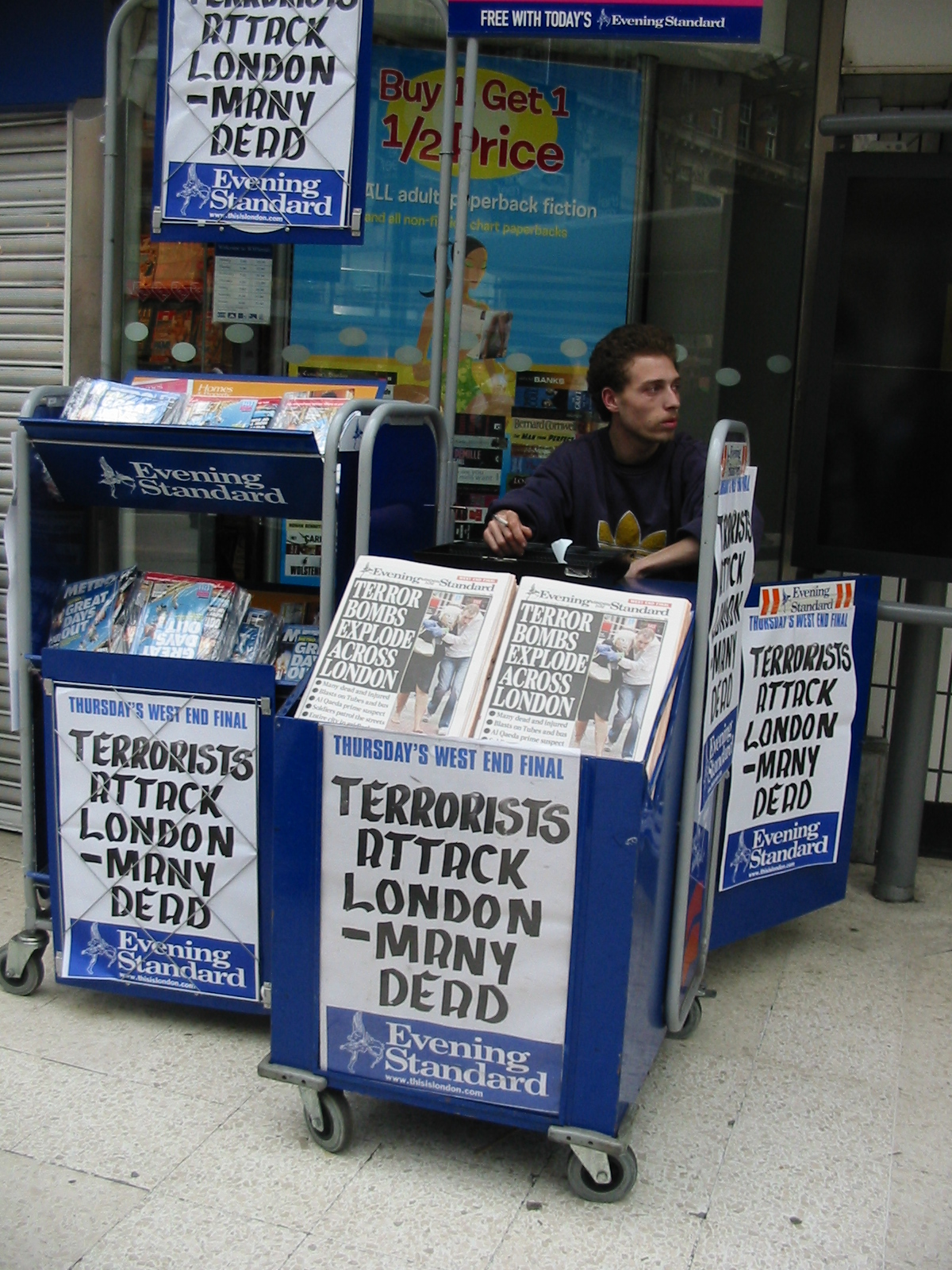
Stoisko z gazetami Evening Standard; na pierwszej stronie informacja o zamachu w Londynie, 7 lipca 2005